# خانه احمد پناه
خانه احمد پناه یا خانه کلاه درازی مربوط به دوره قاجار است و در کاشمر، خیابان امام خمینی، نبش چهار راه بهبودی واقع شده و این اثر در تاریخ ۵ تیر ۱۳۸۴ با شمارهٔ ثبت ۱۱۹۲۷ به‌عنوان یکی از آثار ملی ایران به ثبت رسیده‌است.

## وضعیت فعلی
این بنا به دلایلی به مشکل خورده‌است و مالکیت خصوصی اجازه بازدید آن را نمی‌دهد و همچنین بازدید از این اثر ثبت ملی امکان‌پذیر نیست.